# Ӌ
Ӌ、ӌは、主にハカス語で用いられるキリル文字である。通常は、ディセンダが逆向きしたようなものがЧに追加されたものである。
ソヨト・ツァータン語でも使用される。

## 呼称
- ハカス語:

## 音素
- [ʤ]を表す。

## アルファベット上の位置
- ハカス語の第31字母である。